# Изола Доварезе
Изола Доварезе (итал. Isola Dovarese) је насеље у Италији у округу Кремона, региону Ломбардија.
Према процени из 2011. у насељу је живело 1176 становника. Насеље се налази на надморској висини од 33 м.

## Становништво
| 1936. | 1951. | 1961. | 1971. | 1981. | 1991. | 2001. | 2011. |
| ----- | ----- | ----- | ----- | ----- | ----- | ----- | ----- |
| 1.949 | 2.051 | 1.721 | 1.504 | 1.412 | 1.298 | 1.243 | 1.231 |